# Loy Wesselburg

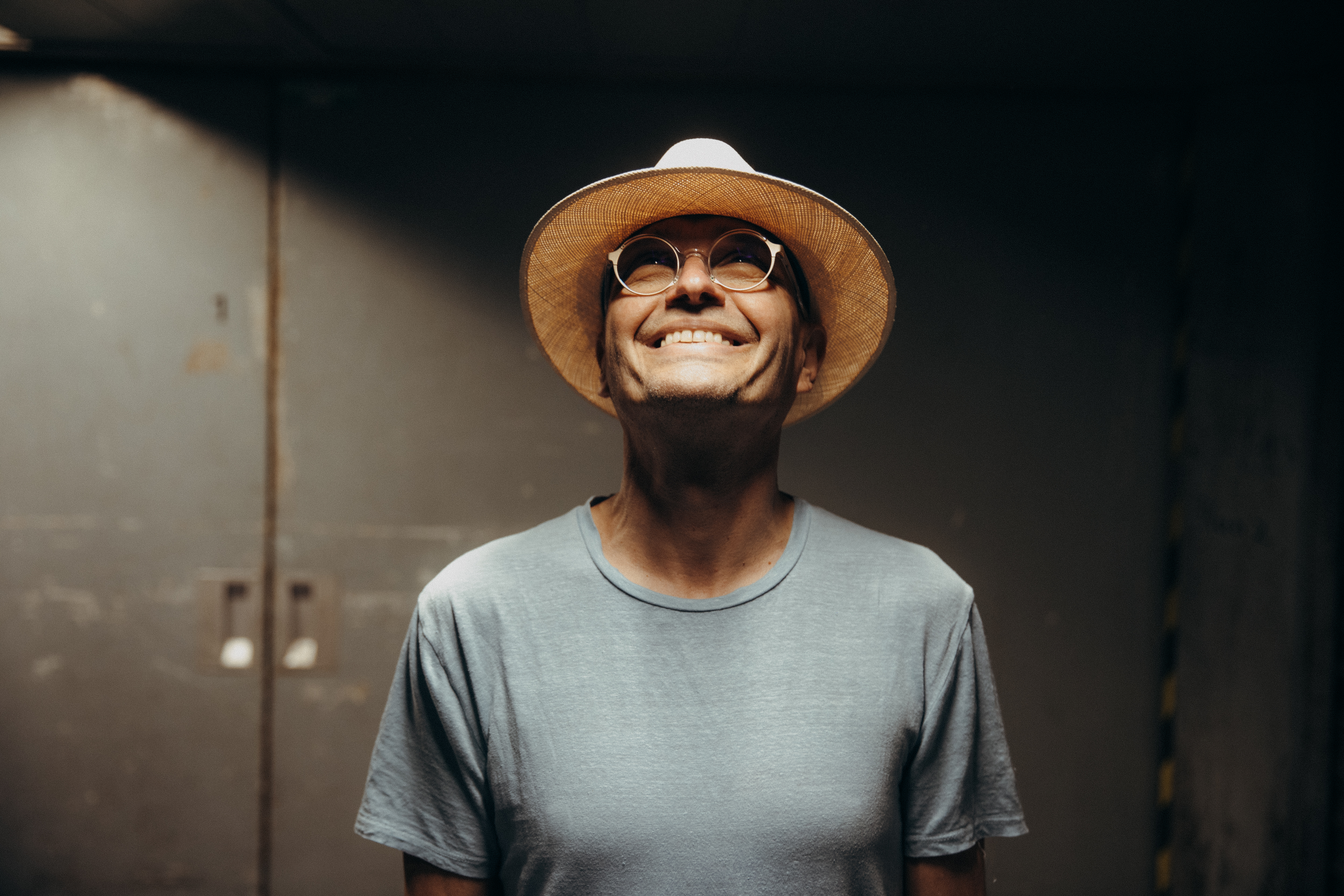
Loy Wesselburg (2020)

Loy Wesselburg (* 1960 in Miltenberg) ist ein deutscher Filmkomponist, Musikproduzent, Arrangeur und Musiker.

## Leben
Seit 1981 lebt Loy Wesselburg in Köln. Hier studierte er Jazzgitarre an der Musikhochschule Köln bei Eddi Marron und wurde danach als Musiker und ab 1991 als Komponist für Filmmusik und Audio Brandings tätig. Seit 1995 arbeitet er als Filmkomponist und Musikproduzent.
1999 gründete Wesselburg die Musikproduktionsfirma „loyproduction“, die mit einem Team von Arrangeuren, Toningenieuren, Programmierern und Produzenten verstärkt im Bereich Audiodesign tätig ist. Neben seiner Tätigkeit als Komponist für Filmmusik, Titelmusiken und Audiologos entwickelt Loy Wesselburg einen pädagogischen Ansatz für das Erlernen von Musik, mit Singing Yoga eine musikbasierte Yogaform sowie eine eigene Dirigiersprache. Seit 2006 ist er Mitglied des Chanson-Trios La Voisin. 2015 wurde er mit dem Deutschen Filmmusikpreis für den besten Song im Film („Here in the Rain“ in Lügen und andere Wahrheiten mit Meret Becker) ausgezeichnet.

## Filmografie (Auswahl)
- 1993: Schicksalsspiel
- 1994: Die Sieger
- 1998: Tatort: Bildersturm
- 2003: Tatort: Der schwarze Troll
- 2005: Die Schokoladenkönigin
- 2006: Komm näher
- 2007: Meine schöne Bescherung
- 2014: Lügen und andere Wahrheiten
- 2017: Tatort: Amour Fou